# Latrobe City
Koordinaten: 38° 14′ S, 146° 24′ O

Latrobe City ist ein lokales Verwaltungsgebiet (LGA) im australischen Bundesstaat Victoria, das gleichzeitig Stadtstatus besitzt. Das Gebiet ist 1425,6 km² groß und hat etwa 73.000 Einwohner.
Latrobe liegt etwa 150 km östlich der Hauptstadt Melbourne im Südosten von Victoria und umfasst sechs größere Ortschaften: Boolarra, Churchill, Yallourn North, Moe, Traralgon und Morwell. Der Sitz des City Councils befindet sich in Morwell im Zentrum von Latrobe.
Latrobe City liegt im Latrobe Valley, dem Zentrum des Braunkohleabbaus und der Energieerzeugung in Victoria. Die Kohlekraftwerke in Loy Yang, Hazelwood, Morwell und Yallourn gehören zu den größten Australiens. Allein Loy Yang deckt ein Drittel des Stromverbrauchs des Bundesstaats. Nachteil der Braunkohleverstromung ist allerdings der hohe CO2-Ausstoß. Das Kraftwerk Hazelwood ist laut WWF das Kraftwerk, bei dem im Vergleich der Kraftwerke aller führenden Industrienationen der größte Anteil CO2 anfällt. Hazelwood ist alleine für über 5 % der Emissionen des Treibhausgases von ganz Australien verantwortlich.

## Verwaltung
Der Latrobe City Council hat neun Mitglieder, die von den Bewohnern der neun Wards gewählt werden. Diese neun Bezirke sind: Burnett, Dunbar, Farley, Firmin, Galbraith, Gunyah, Merton, Rintoull und Tanjil. Aus dem Kreis der Councillor rekrutiert sich auch der Mayor (Bürgermeister) des Councils.